# 曹峻
曹峻（3世紀—259年），字子安，沛國譙人，東漢丞相曹操之子。封陳留王。

## 生平
曹峻在建安二十一年（216年）被封為郿侯。次年徙封襄邑。黃初二年（221年），進爵為襄邑公。次年又封為陳留王。黃初五年（224年）改封為襄邑王。直至太和六年（232年）又再次封陳留王。於甘露四年（259年）七月逝世，諡恭王。

## 子
曹峻由兒子曹澳繼承爵位。泰始元年（265年）十二月晋代魏后，降为县侯。

## 延伸阅读
[在维基数据编辑]
 《三國志·卷20》，出自陳壽《三國志》